# ИВВ-2
ИВВ-2(М) — российский исследовательский ядерный реактор. Является гетерогенным водо-водяным реактором бассейнового типа.
Расположен на площадке института реакторных материалов на территории первой очереди Белоярской АЭС (город Заречный, Свердловская область). Спроектирован НИКИЭТ.

## История
Строительство начато на основании Постановления ЦК КПСС и Совета Министров СССР от 12 октября 1960 г. № 1090—446. 23 апреля 1966 года реактор был выведен в критическое состояние, а 18 октября 1966 года состоялся его энергетический пуск. В 1975—1988 годах были проведены обширные реконструкционные работы, увеличившие номинальную тепловую мощность с 10 до 15 МВт и позволившие продлить срок эксплуатации до 2025 года.

## Характеристики
Максимальная плотность потока нейтронов для тепловых нейтронов составляет 5 × 1014 см−2·с−1. Реактор работает на высокообогащенном уране 90 % (UO2). Тем не менее, существует проект по переходу на низкообогащенный уран, совместный с Аргоннской национальной лабораторией.
Замедление нейтронов и охлаждение активной зоны выполняется водой..

## Деятельность
На реакторе ИВВ-2 проводятся испытания тепловыделяющих элементов, эксперименты по физике твердого тела и исследования по рассеиванию нейтронов, изучаются свойства материалов и изделий при облучении.
Проводится наработка изотопной продукции. В частности иридий-192, лютеций-177, углерод-14, цезий-131. Планируется освоить иттрий-90, иод-125.

## Инциденты
В декабре 2007 года в связи с ошибкой персонала при установке объектов облучения произошло превышение допустимых мощностей ряда ТВЭЛов с закипанием теплоносителя и их разгерметизацией. Произошло загрязнение теплоносителя. Загрязнения оборудования и помещений не зафиксировано, однако средства контроля радиационной обстановки в районе Белоярской атомной станции зафиксировали незначительное повышение радиационного фона до 33 мкР/ч.